# Никки и Пауло
Ни́кки Ферна́ндес (англ. Nikki Fernandez) и Па́уло (англ. Paulo) — персонажи американского телесериала «Остаться в живых». Являются одними из выживших, летевших в центральной части самолета рейса Oceanic 815. Впервые появляются в серии «Дальнейшие указания» и погибают в своей же центральной серии «Разоблачение».

## Биография

### До авиакатастрофы
Пауло родом из Бразилии, а Никки Фернандес была американской актрисой родом из Лос-Анджелеса, штат Калифорния. Режиссёр по имени Говард Л. Цукерман пригласил её на австралийский Проспект телевизионных шоу. Во время съемок финала четвертого сезона её героиню убивают. После съёмок другой актёр помогает ей встать. Потом к ней подходит Цукерман и благодарит за работу.
Некоторое время спустя Никки и Цукерман обедали в его большом доме и Никки похвалила еду. Цукерман рассказал ей о своём новом шеф-поваре, Пауло, который принес Никки и Говарду блюда. После Пауло ушёл. Прежде чем предложить Никки новую роль, он протянул ей бриллиантовый браслет, как подарок. Цукерман сказал ей, что это не является кольцом, но он хочет просить её руки. Не договорив, он начал задыхаться. Никки позвала Пауло, но Цукерман был уже мертв. Тут становится понятно, что Никки и Пауло — преступники, они отравили Цукермана, чтобы украсть его алмазы. После Никки сорвала ключ, который Цукерман носил на шее. Затем они с Никки открыли сейф. Пауло начал зажигать сигарету, но Никки остановила его, поскольку пепел — улика. Найдя чемодан с алмазами стоимостью в $8 млн долларов, они улыбнулись друг другу.
Несколько дней спустя Никки и Пауло ждали свой рейс в аэропорту, сидя в кафе. Прочитав в газете, что Цукерман скончался из-за сердечного приступа, они, торжествуя, поцеловались. Затем Пауло рассказал, что бросил курить, и положил в рот никотиновую жвачку. Пока они праздновали успешный исход аферы, в ресторан вошли Шеннон и Бун. Шеннон ругалась на брата из-за того, что им не досталось билетов в первом классе, а когда в ресторане не нашлось свободного столика, ещё больше разозлилась. Когда они ушли, Никки попросила Пауло пообещать, что их отношения никогда не станут такими, как у тех двоих. («Разоблачение»)

### На острове
После крушения Пауло, в шоковом состоянии сидел у воды. К нему подбежала Никки, и не интересуясь его самочувствием, первым делом спросила, не нашёл ли он сумку. Но он ничего не ответил.
Позже ночью, все обсуждали нашествие монстра, а Никки с Пауло обыскивали разбросанный по берегу багаж. Никки настаивала, что их сумку нужно найти до того, как прибудут спасатели. В это время к ним подошёл Итан, представился и предложил взять одежду на случай, если она им нужна. Никки ответила, что они ищут никотиновую жвачку Пауло, и Итан посоветовал поискать багаж в лесу. Тем временем Буна обвинили в краже запасов воды, а Джек вышел из джунглей и произнес речь на тему того, что в целях выживания всем спасшимся нужно держаться вместе.
На 24-й день пребывания на острове Артц показывал Никки свою коллекцию насекомых, обнаруженных на острове, и в том числе самку вымышленного вида пауков под названием Медуза. Никки попросила его помочь определить место в джунглях, куда мог свалиться багаж. Получив от него карту, она вместе с Пауло отправилась в джунгли. По пути они нашли самолет, застрявший в ветвях деревьев, и бункер «Жемчужина». Пауло хотел спуститься туда, но Никки, полностью сконцентрировавшаяся на поисках сумки, не разрешила ему.
Через несколько дней Никки узнала от Кейт где именно она нашла кейс. Затем вместе с Пауло она пошла к водопаду и заставила его нырнуть в воду, сказав, что раз ей пришлось спать с Говардом, то Пауло ради 8-ми миллионов должен обыскать дно. Нырнув, Пауло нашёл сумку, но солгал, что не увидел на дне ничего, кроме трупов. Позже в лагере, Пауло положил в рот никотиновую жвачку и начал рыть яму на пляже. За этим занятием его застал Локк. Старик не стал интересоваться, что за предмет он собирается спрятать, но посоветовал сделать это подальше от берега, так как из-за прилива вода начала подбираться к лагерю. Тогда Пауло пробрался в бункер «Жемчужина» и спрятал матрешку в бачке унитаза. Услышав шаги снаружи, он спрятался в туалете. В бункер вошли Бен и Джульет. Включив мониторы слежения и увидев на экране Джека, который ходил по бункеру Лебедь, они стали обсуждать план его похищения. Когда они ушли, Пауло нашёл забытую ими рацию.
Когда Локк собирал группу, чтобы обследовать бункер «Жемчужина», Никки вызвалась пойти вместе с ним. Пауло тоже пришлось присоединиться. Притворившись, что ему нужно в туалет, он достал из бачка матрешку. Внутри оказался мешочек, который Пауло переложил в нижнее белье. После похода на «Жемчужину», Пауло разговаривал с Никки о том, что надежды на спасение не осталось, Пауло выразил радость по поводу того, что они якобы так и не нашли сумку. Он считал, что в противном случае Никки бросила бы его. Когда он ушёл, Никки нашла в песке упаковку никотиновой жвачки, которая выпала из его кармана, и поняла, что он обманул её. Она потребовала у Сойера пистолет, но аферист отказался. Свидетелем этой сцены стал Десмонд. После, под выдуманным предлогом Никки отвела Пауло в лес и потребовала отдать сумку. Когда он сделал вид, что не понимает, о чём речь, она бросила в него паучиху из коллекции Артца и хладнокровно наблюдала, как насекомое укусило Пауло в шею. Он упал. Никки проинформировала любовника, что яд от укуса замедлит его сердцебиение и парализует на 8 часов. Обыскав Пауло, она нашла мешочек с бриллиантами. Теряя сознание, Пауло объяснил, что скрыл находку, так как боялся, что Никки бросит его. Тем временем запах раздавленной паучихи привлек других пауков, и один из них укусил девушку в ногу. Она побежала к берегу, по пути зарыла бриллианты в землю и вышла на пляж, где на глазах у Сойера и Хёрли лишилась чувств прошептав слово «парализована», которое они не расслышали. Сойер велел Хёрли привести помощь, но тот заметил, что девушка мертва. Затем вместе с Сун и Чарли они осмотрели тело, но никаких видимых повреждений не обнаружили. Сун предположила, что девушка чем-то отравилась, а Чарли заметил землю под её ногтями. Вспоминая её последние слова, они решили, что Никки проговорила нечто вроде «Пауло заодно», и отправились на поиски её любовника. Они нашли Пауло в лесу — он лежал на земле с расстегнутыми штанами, что несколько сбило их с толку. Джин предположил, что Пауло и Никки убил монстр. Затем они отнесли тела на кладбище и обыскали палатку Никки и Пауло. Среди их вещей они нашли сценарий сериала, в котором снималась Никки, и рацию — точно такую же, как у Других.
Позднее, когда погибших хоронили, Хёрли произнес небольшую поминальную речь, рассказав, что, хотя они и убили друг друга из-за бриллиантов, они были милыми людьми, а кроме того ему нравился сериал, в котором играла Никки. Затем Сойер высыпал бриллианты в могилу. В какое-то мгновение Никки открыла глаза (видимо действие яда уже заканчивалось), но остальные не заметили этого и засыпали могилу, что привело к смерти обоих.
Впоследствии Майлз, прочитав мысли умерших, откопает их бриллианты.